# Kanton Barlin
Der Kanton Barlin war von 1985 bis 2015 ein französischer Kanton im Arrondissement Béthune, im Département Pas-de-Calais und in der Region Nord-Pas-de-Calais; sein Hauptort war Barlin. Der Kanton war 30,01 km² groß und hatte 18.434 Einwohner (Stand: 1999), was einer Bevölkerungsdichte von rund 614 Einwohnern pro km² entsprach. Er lag im Mittel 65 Meter über Normalnull, zwischen 25 Metern in Gosnay und 131 Metern in Barlin.

## Gemeinden
Der Kanton bestand aus acht Gemeinden:
| Gemeinde               | Einwohner Jahr | Fläche km² | Bevölkerungsdichte | Code INSEE | Postleitzahl |
| ---------------------- | -------------- | ---------- | ------------------ | ---------- | ------------ |
| Barlin                 | 7.619 (2013)   | 6,18       | 1233 Einw./km²     | 62083      | 62620        |
| Drouvin-le-Marais      | 566 (2013)     | 2,12       | 267 Einw./km²      | 62278      | 62131        |
| Gosnay                 | 963 (2013)     | 2,21       | 436 Einw./km²      | 62377      | 62199        |
| Haillicourt            | 5.001 (2013)   | 4,46       | 1121 Einw./km²     | 62400      | 62940        |
| Hesdigneul-lès-Béthune | 828 (2013)     | 2,59       | 320 Einw./km²      | 62445      | 62196        |
| Houchin                | 695 (2013)     | 4,5        | 154 Einw./km²      | 62456      | 62620        |
| Ruitz                  | 1.554 (2013)   | 4,96       | 313 Einw./km²      | 62727      | 62620        |
| Vaudricourt            | 886 (2013)     | 2,99       | 296 Einw./km²      | 62836      | 62131        |